# Sofosbuvir
Sofosbuvir, được bán dưới tên thương mại là Sovaldi cùng với một số tên khác, là loại thuốc được sử dụng để điều trị viêm gan C. Thuốc này thường được sử dụng phối hợp với ribavirin, peginterferon-alfa, simeprevir, ledipasvir, daclatasvir, hoặc velpatasvir.. Tỷ lệ chữa bệnh là 30 đến 97% tùy thuộc vào loại viêm gan C liên quan. Mức độ an toàn nếu sử dụng trong khi mang thai là không rõ ràng; một số loại thuốc được sử dụng kết hợp có thể gây hại cho em bé. Chúng dùng bằng cách uống.
Các tác dụng phụ thường gặp bao gồm cảm thấy mệt mỏi, đau đầu, buồn nôn và khó ngủ. Tác dụng phụ thường phổ biến hơn ở phác đồ chứa interferon.:7 Sofosbuvir có thể làm viêm gan B hoạt động trở lại ở những người đã từng bị nhiễm bệnh trước đó. Khi phối hợp với ledipasvir, daclatasvir hoặc simeprevir thì không nên dùng với amiodaron do nguy cơ tim đập chậm bất thường. Sofosbuvir thuộc họ thuốc tương tự nucleotide và hoạt động bằng cách ngăn chặn protein viêm gan C NS5B.
Sofosbuvir được phát hiện vào năm 2007 và được chấp thuận cho sử dụng y tế tại Hoa Kỳ vào năm 2013. Nó nằm trong danh sách các thuốc thiết yếu của Tổ chức Y tế Thế giới, tức là nhóm các loại thuốc hiệu quả và an toàn nhất cần thiết trong một hệ thống y tế. Tính đến năm 2016, chi phí điều trị trong 12 tuần có giá khoảng 84.000 đô la Mỹ tại Hoa Kỳ, 53.000 đô la Mỹ ở Vương quốc Anh, 45.000 đô la Canada ở Canada và 483 đô la Mỹ ở Ấn Độ. Hơn 60.000 người đã được điều trị bằng sofosbuvir trong 30 tuần đầu tiên được bán tại Hoa Kỳ.